# Sint-Eligiuskerk (Ruddervoorde)

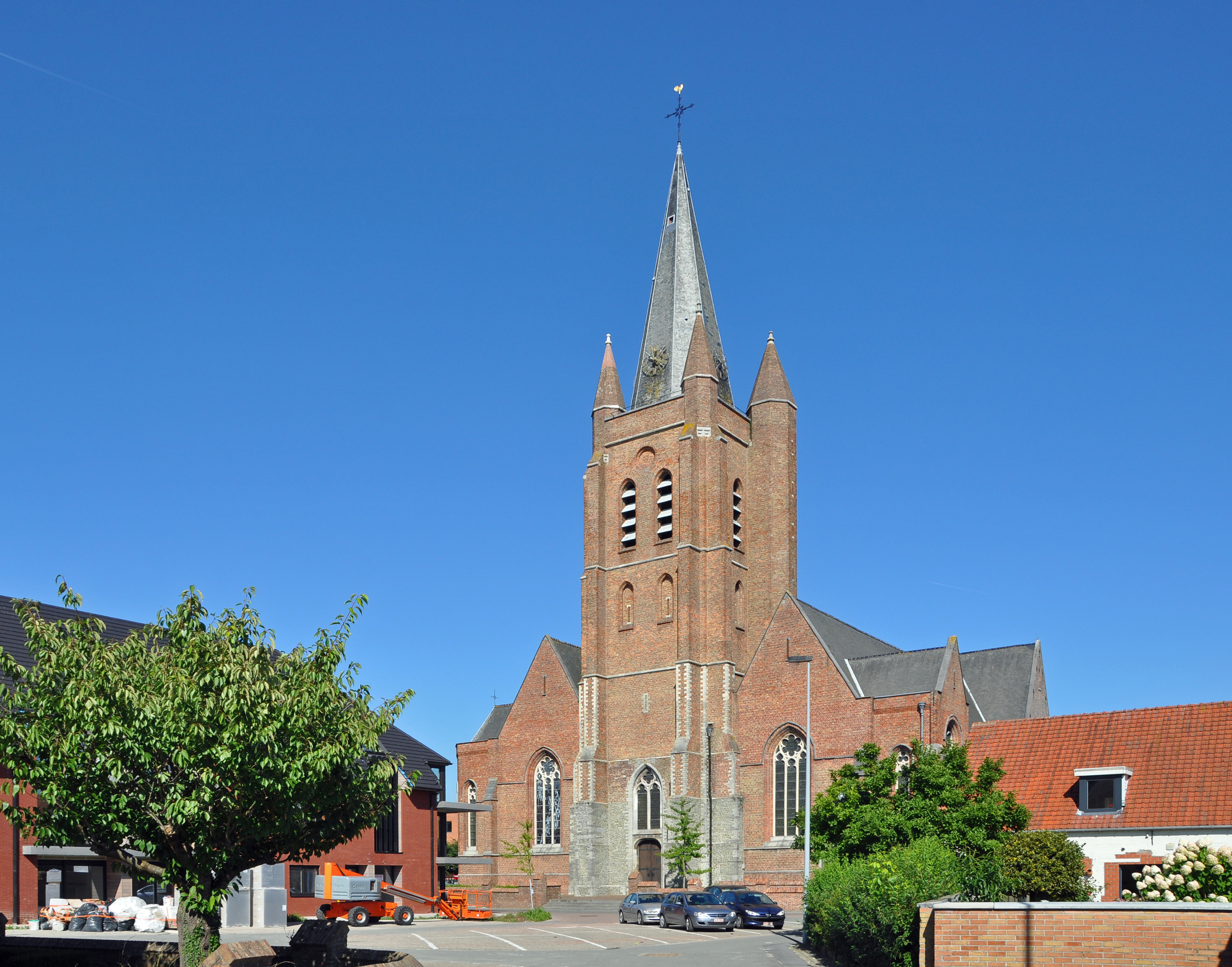
Sint-Eligiuskerk

De Sint-Eligiuskerk is de parochiekerk van de tot de West-Vlaamse gemeente Oostkamp behorende plaats Ruddervoorde, gelegen aan Markt 1. De kerk is toegewijd aan de heilige Eligius.

## Geschiedenis
In 961 zou voor het eerst sprake zijn geweest van den altare van Ruddervoorde. Het betreffende document is echter van twijfelachtige echtheid. Het zou een hulpkerk betreffen van de parochie van Oostkamp. In 1090 werd de parochie vermeld. Van een kerkgebouw zou pas in de 13e of 14e eeuw sprake zijn. In 1559, bij de herindeling van de bisdommen, werd Ruddervoorde als parochie vermeld.
Na de godsdienstoorlogen, einde 16e eeuw, werd de kerk grotendeels vernield. In 1640 was de kerk nog niet geheel hersteld. Niettemin was er sprake van een Sint-Eligiusaltaar en een Onze-Lieve-Vrouwe-altaar. Ook werden er vanaf 1644 vooraanstaande gestorvenen begraven. Afbeeldingen tonen een kerk met twee ongelijke beuken en een voorgebouwde toren.
Van 1879-1884 werd de kerk vergroot, naar ontwerp van Arthur Verhaegen, waarbij een koor, een nieuwe zijbeuk, een transept en twee zijkapellen werden gebouwd. De toren bleef behouden. Van 1910-1913 werden de oude zijbeuken afgebroken en vervangen door twee grotere, die bovendien de toren insloten. De toren werd verhoogd en het vieringtorentje werd verwijderd.
Op 17 oktober 1918 werd de toren door de terugtrekkende Duitsers opgeblazen, waarbij ook het schip werd beschadigd. De toren werd herbouwd en in 1925-1926 werd de kerk weer in gebruik genomen. In 1977-1978 werd een nieuw orgel gebouwd door de firma Loncke.

## Gebouw
Het betreft een driebeukig kerkgebouw met pseudotransept, veelhoekig afgesloten hoofdkoor en twee zijkoren. De ingebouwde toren is 52 meter hoog en de spits wordt door vier hoektorentjes geflankeerd.

## Interieur
De glas-in-loodramen zijn van 1900 en geschonken door Eugène van Outryve d'Ydewalle en Emannuel d'Ydewalle. Van 1921 is een raam geschonken door de familie Pecsteen, Er is een grafsteen van 1670.